# Conde de São João de Ver
Conde de São João de Ver foi um título nobiliárquico criado por decreto de 25 de junho de 1904, do rei D. Carlos I de Portugal, a favor do médico e filantropo João Augusto da Cunha Sampaio Maia, único titular.

## Titulares
1. João Augusto da Cunha Sampaio Maia, 1.º conde de São João de Ver.

Após a implementação da República e o fim do sistema nobiliárquico tornou-se pretendente António Caetano Machado da Silva de Sá Couto da Cunha Sampaio Maia (1924-1981).